# Ludovic Dugas
Pour les articles homonymes, voir Dugas.
Ludovic Dugas, né le 22 décembre 1857 à Torcé-en-Charnie, mort en 1942 à Rennes, est un professeur de philosophie français.

## Biographie
Son père est instituteur à Torcé, et s'occupe de ses premières études[réf. souhaitée]. Il est ensuite élève au lycée de Laval de 1867 jusqu'en 1877. Lauréat du Concours général en 1876, il est étudiant en 1878, comme boursier, à la Faculté des lettres de Rennes. Il obtient la licence et 1879, et devient professeur de rhétorique et de philosophie dans les collèges de Lannion et de Morlaix. Boursier, il étudie en 1883 à la Faculté des lettres de Bordeaux. Il est agrégé de philosophie en 1886. Il est professeur de philosophie au lycée de Bastia, de Quimper, de Caen (1895) et de Rennes (1900), puis maître de conférence à l'Université de Rennes. 
Il est l'auteur en 1898 d'un ouvrage sur la timidité qui est perçue comme une pathologie à guérir depuis au moins la fin du XIXe siècle. Il est un des rédacteurs de la Revue philosophique de la France et de l'étranger.
Il soutient une thèse de doctorat en lettres en 1895, intitulée L'Amitié antique, d'après les mœurs populaires et les théories des philosophes, qu'il publie chez Alcan en 1894.

## Distinctions
1914 : chevalier de la Légion d'honneur

## Publications
- L'Amitié antique d'après les mœurs populaires et les théories des philosophes. (Alcan, Paris, 1894, 454 p.; 2e éd. "entièrement refondue", Alcan, Paris, 1914, 150 p.)
- Le Psittacisme et la pensée symbolique (Félix Alcan, coll. «Bibliothèque de philosophie contemporaine», Paris, 1896) ;
- La timidité : étude psychologique et morale (Félix Alcan, coll. «Bibliothèque de philosophie contemporaine», Paris, 1898)
- La Psychologie du rire (Félix Alcan, coll. «Bibliothèque de philosophie contemporaine», Paris, 1902) ;
- L'Absolu, forme pathologique et normale des sentiments: l'entêtement, le fanatisme, l'ascétisme, la pudeur (Félix Alcan, coll. «Bibliothèque de philosophie contemporaine», Paris, 1904) ;
- Le problème de l'éducation : essai de solution par la critique des doctrines pédagogiques, éd.1911 ;
- Cours de morale, H. Paulin, Paris ;
- La mémoire et l'oubli (Flammarion, Paris, Bibliothèque de philosophie scientifique, 1917)
- Le Philosophe Théodule Ribot, Payot, 1924, 158 p.
- Les Caractères principaux de la pédagogie française, 1926 ;
- La Pathologie de la mémoire, 1926 ;
- La Logique des sentiments (1938)